# Visa pour l'enfer
Pour le livre, voir Celhia de Lavarène.
Cet article possède un paronyme, voir Passeport pour l'enfer.
Pour plus de détails, voir Fiche technique et Distribution.
Visa pour l'enfer est un film français réalisé par Alfred Rode, sorti en 1959.

## Synopsis
L'action se passe sur la côte des Pyrénées Orientales près de la frontière espagnole. Mario Balducci s'est évadé de prison, après avoir réglé son compte à son ancien complice qui l'avait donné, il rejoint son ex maîtresse, Mado, une chanteuse de beuglant à qui il lui demande de l'aider à passer en Espagne, en lui fournissant un faux passeport puis une embarcation. En attendant d'avoir tout le nécessaire, le couple se rend dans le village natal de Mado, un village de pêcheurs. Pour y parvenir, Mario vole une voiture et l'abandonne en la jetant d'une falaise. Le faux passeport tarde à arriver, Mario s’impatiente et demande à Mado d'user de ses charmes pour « pigeonner » un artisan pêcheur. Elle jette son dévolu sur Carlos, la chose est d'autant plus facile pour elle que le jeune homme bien qu'ayant une liaison avec Clémentine a toujours été secrètement amoureux de Mado. La voiture engloutie est retrouvée par une plongeuse et bientôt la police vient enquêter sur les lieux. Mario reconnu par un des policiers le blesse grièvement, puis prend en otage Carlos, il s'embarque avec Mado sur le bateau de ce dernier. Le maire du village ayant intercepté le passeport, on sait alors que le criminel se dirige vers l'Espagne, une flottille de bateaux de pêche s'en va à la poursuite de Mario qui tente d’atteindre les eaux territoriales espagnoles sans se douter que le maire a contacté son homologue catalan qui a réuni lui aussi une flottille afin de barrer la route au fuyard. Coincé, Mario se lance dans une fusillade et rejoint la terre, il trouve la mort, tandis que Mado est blessée. Quelques semaines après, Mado bénéficiant d'un non-lieu, reprend ses activités au cabaret et reçoit la visite de Carlos qui ne pouvait vivre sans elle.

## Fiche technique
- Titre : Visa pour l'enfer
- Autre titre : Passeport pour l'enfer
- Réalisation : Alfred Rode, assisté de Max Pécas
- Scénario : Jacques Companéez
- Dialogues : Claude Desailly et Louis Martin
- Photographie : Enzo Riccioni
- Montage : Paul Cayatte
- Musique : Henri Betti et Paul Bonneau
  - Chanson composée par Joe Sherman (songwriter) (en) avec des paroles d'André Salvet et Hubert Ithier et interprétée par Claudine Dupuis : Le Diable au Corps
- Production : S.F.F.A.R.
- Pays d'origine :  France
- Format : Noir et blanc — 35 mm
- Genre : Film policier
- Durée : 90 minutes
- Date de sortie : 
  - France, 15 juillet 1959

## Distribution
- Jean Gaven : Carlos
- Claudine Dupuis : Mado
- Pierre Dudan : 	Félix
- Nadine Tallier : Clémentine
- Georges Rivière : Mario Balducci
- Jean Tissier : L'épicier
- Achille Zavatta : Le Gitan
- Charles Lemontier
- René Bourbon : 	Jules